# 아메바 (운영 체제)
아메바(Amoeba)는 암스테르담 자유 대학교의 앤드루 타넨바움 등이 개발한 분산 운영 체제이다. 아메바 프로젝트의 목적은 컴퓨터의 네트워크 전반을 사용자에게 싱글 머신으로 보이도록 만들어주는 시분할 운영 체제를 만드는 것이다. 자유 대학교에서의 개발은 중단되었으며, 최신 버전(5.3)의 소스 코드는 1996년 7월 30일에 마지막으로 수정되었다.
이 플랫폼용으로 처음에는 파이썬 프로그래밍 언어로 개발되었다.

## 같이 보기
- 분산 컴퓨팅
- 플랜 9 (운영체제)